# Zuleika Robson
Zuleika Robson (* 29. Mai 1953 in Acaster Malbis, West Riding of Yorkshire, Vereinigtes Königreich) ist eine frühere britische Filmschauspielerin und Kinderdarstellerin.

## Leben und Karriere

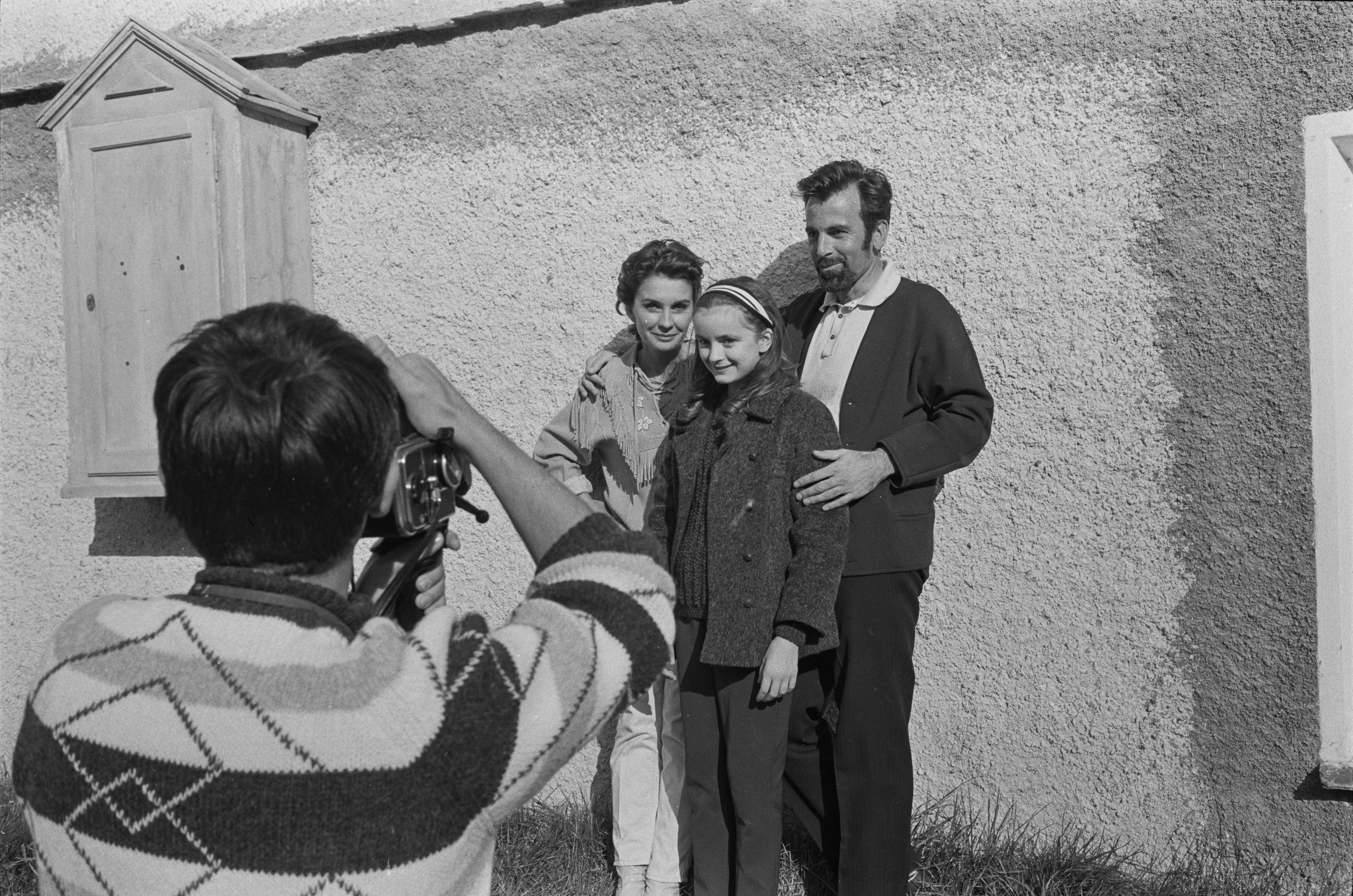
Zuleika Robson (Mitte) mit Jean Simmons (links) und Maximilian Schell (rechts) bei den Dreharbeiten zu Heidi kehrt heim, Foto: Jack Metzger, Comet Photo, 1967

Robson hatte 1966 ihre erste Filmrolle in der Fernsehserie Blackmail. Es folgte 1967 die Hauptrolle der Susan Pevensie in der ITV-Miniserie The Lion, The Witch and the Wardrobe. International bekannt wurde sie 1968 in der Rolle der Klara Sesemann in der Literaturverfilmung Heidi kehrt heim (engl. Originaltitel: Heidi), einer US-amerikanischen Verfilmung des Romans Heidi von Johanna Spyri. Es folgten bis 1982 weitere Rollen in Filmen und Serien. Seitdem ist sie nicht mehr als Schauspielerin aktiv.

## Filmografie (Auswahl)
- 1966: Blackmail (Fernsehserie, 1 Folge)
- 1967:	The Lion, The Witch and the Wardrobe (Fernsehserie)
- 1967:	Sexton Blake (Fernsehserie, 1 Folge)
- 1968:	A Man of our Times (Fernsehserie, 2 Folgen)
- 1968:	The Growing Summer (Fernsehserie, 6 Folgen)
- 1968: Heidi kehrt heim (Heidi)
- 1968: Isadora
- 1969: Armchair Theatre (Fernsehserie, 1 Folge)
- 1969: Die Spezialisten (Special Branch, Fernsehserie, 1 Folge)
- 1971: Revenge
- 1972: Anne auf Green Gables (Anne of Green Gables, Miniserie)
- 1973: Hunter's Walk (Fernsehserie, 1 Folge)
- 1974: Melissa (Fernsehserie, 1 Folge)
- 1975:	Anne in Avonlea (Anne of Avonlea, Miniserie)
- 1975:	The Changes (Miniserie)
- 1975: Ten from the Twenties (Fernsehserie, 1 Folge)
- 1976:	Bouquet of Barbed Wire (Fernsehserie, 1 Folge)
- 1977: Jubilee (Fernsehserie, 1 Folge)
- 1978: Let's Get Laid
- 1978: People Like Us (Fernsehserie, 7 Folgen)
- 1978: Return of the Saint
- 1979: Crown Court (Fernsehserie, 3 Folgen)
- 1980:	Lady Killers (Fernsehserie, 2 Folgen)
- 1981: Break in the Sun (Fernsehserie, 1 Folge)
- 1982: Young Sherlock: The Mystery of the Manor House (Fernsehserie, 6 Folgen)